# Stephen Coplan Harrison
Stephen Coplan Harrison (New Haven, Connecticut, 1943 in New Haven, Connecticut) é um bioquímico estadunidense, professor da Universidade Harvard em Cambridge, Massachusetts.

## Vida
Harrison obteve um bacharelado em química e física em 1963 no Harvard College da Universidade Harvard, onde obteve um Ph.D. em biofísica em 1967. No pós-doutorado trabalhou com Aaron Klug na Universidade de Cambridge, Inglaterra, na Lowell House da Universidade Harvard e na Children’s Cancer Research Foundation (atual Dana-Farber Cancer Institute) em Boston, Massachusetts.

## Condecorações e associações (seleção)
- 1989 Membro da Academia de Artes e Ciências dos Estados Unidos[1]
- 1990 Prêmio Louisa Gross Horwitz juntamente com Michael Rossmann e Don Craig Wiley[2]
- 1991 Membro da Academia Nacional de Ciências dos Estados Unidos
- 1997 Membro da American Philosophical Society
- 2001 Prêmio Paul Ehrlich e Ludwig Darmstaedter juntamente com Michael Rossmann[3]
- 2006 Prêmio Gregori Aminoff
- 2014 Membro estrangeiro da Royal Society[4]
- 2015 Prêmio Welch de Química
- 2018 Prêmio Rosenstiel